# Shoma Kamata
Shoma Kamata (鎌田 翔雅 Kamata Shoma?), född 15 juni 1989 i Kanagawa prefektur, är en japansk fotbollsspelare.
Kamata började sin karriär 2008 i Shimizu S-Pulse. 2010 blev han utlånad till JEF United Chiba. Han gick tillbaka till Shimizu S-Pulse 2011. Han spelade 90 ligamatcher för klubben. 2014 flyttade han till Fagiano Okayama. 2015 flyttade han till Shimizu S-Pulse.